# 풍부한 가역층
대수기하학에서 풍부한 가역층(豐富한可逆層, 영어: ample invertible sheaf)은 그 거듭제곱의 단면들을 사영 공간의 동차 좌표로 간주하여 대수다양체를 사영 공간에 매장시킬 수 있는 가역층이다. 복소수체 위에서, 이는 가역층의 천 특성류가 켈러 구조로 표현됨을 뜻한다.

## 정의

### 매우 풍부한 가역층
스킴 사상 {\displaystyle q\colon X\to Y} 및 {\displaystyle X} 위의 가역층 {\displaystyle {\mathcal {L}}}이 주어졌다고 하자. 만약 다음 조건을 만족시키는
- {\displaystyle Y} 위의 준연접층 {\displaystyle {\mathcal {E}}}
- {\displaystyle Y}-스킴의 몰입 {\displaystyle \iota \colon X\hookrightarrow \mathbb {P} ({\mathcal {E}})}

가 존재한다면, {\displaystyle {\mathcal {L}}}이 {\displaystyle q}에 대하여 매우 풍부한 가역층(영어: very ample invertible sheaf relative to {\displaystyle q}, 프랑스어: faisceau inversible très ample pour {\displaystyle q})이라고 한다.:79, Définition 4.4.2
{\displaystyle {\mathcal {L}}\cong \iota ^{*}{\mathcal {O}}_{\mathbb {P} ({\mathcal {E}})}(1)}
{\displaystyle {\mathcal {O}}_{\mathbb {P} ({\mathcal {E}})}(1)}의 단면들은 대략 사영 공간의 동차좌표(의 선형결합)에 해당하므로, {\displaystyle L}의 단면들은 사영 공간의 동차좌표를 이룬다.
매우 풍부한 인자(영어: very ample divisor)는 매우 풍부한 가역층에 대응하는 카르티에 인자이다.
로빈 하츠혼:120과 류칭:167, Definition 5.1.26이 사용하는 “매우 풍부한 가역층”의 정의는 알렉산더 그로텐디크의 정의와 약간 다르며, 이를 편의상 H-매우 풍부한 가역층이라고 하자. 이 정의는 다음과 같다.
스킴 사상 {\displaystyle q\colon X\to Y} 및 {\displaystyle X} 위의 가역층 {\displaystyle {\mathcal {L}}}이 주어졌다고 하자. 만약 어떤 (충분히 큰) 양의 정수 {\displaystyle n\in \mathbb {Z} ^{+}}에 대하여 {\displaystyle Y}-스킴의 몰입
{\displaystyle \iota \colon X\hookrightarrow \mathbb {P} _{Y}^{n}}
이 존재한다면, {\displaystyle {\mathcal {L}}}이 {\displaystyle q}에 대하여 H-매우 풍부한 가역층이라고 한다.
즉, H-매우 풍부한 가역층의 정의에서 준연접층 {\displaystyle {\mathcal {E}}}는 자명한 (뒤틀리지 않은) (준)연접층, 즉 사영 공간 {\displaystyle \mathbb {P} _{Y}^{n}}의 꼴이어야 한다. 모든 H-매우 풍부한 가역층은 매우 풍부한 가역층이지만, 그 역은 성립하지 않는다.

### 풍부한 가역층
콤팩트 분리 스킴 {\displaystyle (X,{\mathcal {O}}_{X})} 위의 가역층 {\displaystyle {\mathcal {L}}}이 다음 조건을 만족시킨다면, 풍부한 가역층(영어: ample invertible sheaf, 프랑스어: faisceau inversible ample)이라고 한다.:84, Définition 4.5.3:153
- {\displaystyle X} 위의 임의의 유한형 준연접층 {\displaystyle {\mathcal {F}}}에 대하여, 충분히 큰 양의 정수 {\displaystyle n}에 대하여, {\displaystyle {\mathcal {F}}\otimes {\mathcal {L}}^{\otimes n}}은 대역적 단면으로부터 생성된다.[2]:85, Proposition 4.5.5(d)[3]:153[4]:169, Definition 5.1.33
- {\displaystyle X} 위의 임의의 유한형 준연접층 {\displaystyle {\mathcal {F}}}에 대하여, {\displaystyle {\mathcal {F}}}가 {\displaystyle {\mathcal {L}}^{\otimes (-n)}\otimes {\mathcal {O}}_{X}^{\oplus k}}의 어떤 몫과 동형이 되는 양의 정수 {\displaystyle n,k\in \mathbb {Z} ^{+}}가 존재한다.[2]:85, Proposition 4.5.5(d′)
- {\displaystyle X} 위의 유한형 준연접 아이디얼 층 {\displaystyle {\mathcal {I}}}에 대하여, {\displaystyle {\mathcal {I}}}가 {\displaystyle {\mathcal {L}}^{\otimes (-n)}\otimes {\mathcal {O}}_{X}^{\oplus k}}의 어떤 몫과 동형이 되는 양의 정수 {\displaystyle n,k\in \mathbb {Z} ^{+}}가 존재한다.[2]:85, Proposition 4.5.5(d″)

풍부한 인자(豊富한因子, 영어: ample divisor)는 풍부한 가역층에 대응하는 카르티에 인자이다.
풍부한 가역층의 개념은 매우 풍부한 가역층의 개념과 달리 절대적인 조건이다. 즉, 스킴의 사상 대신, 스킴 자체에 대하여 정의된다.:153, Remark II.7.4.1

### 대역적 단면으로 생성되는 층
국소환 달린 공간 {\displaystyle X} 위의 아벨 군 층 {\displaystyle {\mathcal {F}}}가 다음 조건을 만족시킨다면, 대역적 단면으로 생성되는 층(영어: sheaf generated by global sections)이라고 한다.
- 임의의 열린집합 {\displaystyle U\subseteq X}에 대하여, {\displaystyle \Gamma ({\mathcal {F}},U)=\operatorname {Span} \operatorname {res} _{X,U}(\Gamma ({\mathcal {F}},X))}이다.

여기서 {\displaystyle \operatorname {res} _{X,U}\colon \Gamma ({\mathcal {F}},X)\to \Gamma ({\mathcal {F}},U)}는 제약 사상이며, {\displaystyle \Gamma ({\mathcal {F}},-)}는 주어진 열린집합 위의 단면들의 아벨 군이다.

## 성질
뇌터 환 {\displaystyle R} 위의 사영 스킴 {\displaystyle p\colon X\to \operatorname {Spec} R}가 주어졌을 때, {\displaystyle p}에 대하여 H-매우 풍부한 가역층은 풍부한 가역층이다.:154, Example II.7.4.3 뇌터 환 {\displaystyle R} 위의 유한형 스킴 {\displaystyle p\colon X\to \operatorname {Spec} R} 및 {\displaystyle X} 위의 가역층 {\displaystyle {\mathcal {L}}}이 주어졌을 때, 다음 두 조건이 서로 동치이다.:154, Theorem II.7.6
- {\displaystyle {\mathcal {L}}}이 풍부한 가역층이다.
- 충분히 큰 양의 정수 {\displaystyle n}에 대하여, {\displaystyle {\mathcal {L}}^{\otimes n}}은 {\displaystyle p}에 대하여 H-매우 풍부한 가역층이다.

모든 풍부한 가역층은 네프 가역층이다. 그러나 그 역은 거짓일 수 있다.

### 풍부함의 필요 충분 조건
주어진 가역층이 풍부한지를 결정하려면 다양한 (필요) 충분 조건들이 존재한다.
대수적으로 닫힌 체 {\displaystyle K} 위의 고유 스킴 {\displaystyle X\to \operatorname {Spec} K} 위에 카르티에 인자 {\displaystyle D}가 주어졌다고 하자. 나카이-모이셰존 조건([中井]-Мойшезон條件, 영어: Nakai–Moishezon condition)에 의하면, 다음 두 조건이 서로 동치이다.
- {\displaystyle D}에 대응하는 가역층은 풍부한 가역층이다.
- 모든 정역 부분 스킴 {\displaystyle Y\subset X}에 대하여, 다음이 성립한다.
{\displaystyle \overbrace {D.D.\cdots .D} ^{\dim Y}.Y>0}

클라이먼 조건(Kleiman條件, 영어: Kleiman condition)에 따르면, 임의의 사영 대수다양체 X 위의 카르티에 인자 D에 대하여 다음 두 조건이 서로 동치이다.
- {\displaystyle D}는 풍부한 가역층이다.
- {\displaystyle X} 위의 곡선뿔(영어: cone of curves)을 {\displaystyle \operatorname {NE} (X)}라고 하자. 그 폐포 위의 임의의 원소 {\displaystyle C\in {\overline {\operatorname {NE} (X)}}}에 대하여, {\displaystyle D.C>0}이다.

클라이만 조건에서 곡선뿔의 폐포를 취하는 것은 나카이-모이셰존 조건에서 {\displaystyle D.D>0}인 것과 대응한다.
카르탕-세르-그로텐디크 정리(영어: Cartan–Serre–Grothendieck theorem)에 따르면, 대수다양체 위의 가역층 {\displaystyle L}에 대하여 다음 조건들이 서로 동치이다.
- {\displaystyle L}은 풍부한 가역층이다.
- {\displaystyle X} 위의 임의의 연접층 {\displaystyle {\mathcal {F}}}에 대하여, {\displaystyle {\mathcal {F}}\otimes L^{n}}이 대역적 단면으로 생성되는 층이 되게 하는 충분히 큰 {\displaystyle n}이 존재한다.

### 해석기하학에서의 풍부
복소수 {\displaystyle n}차원 복소다양체 {\displaystyle M} 위의 (1,1)차 복소수 미분 형식
{\displaystyle \omega \in \Omega ^{1,1}(M)\cap \Omega ^{2}(M;\mathbb {R} )}
에 대하여 다음 세 조건들이 서로 동치이며, 이를 만족시키는 형식을 양의 (1,1)-미분 형식(영어: positive (1,1)-form)이라고 한다.
- 임의의 {\displaystyle x\in M}에서, 정칙 접공간 {\displaystyle \mathrm {T} _{x}^{1,0}M}의 쌍대 공간 {\displaystyle \mathrm {T} _{x}^{1,0*}M}의 기저 {\displaystyle (\mathrm {d} z^{1},\dotsc ,\mathrm {d} z^{n})}을 잡았을 때, {\displaystyle \mathrm {i} \omega |_{x}=\textstyle \sum _{i}\alpha _{i}dz^{i}\wedge d{\bar {z}}^{i}}의 꼴이며, {\displaystyle \alpha _{1},\dots ,\alpha _{n}\geq 0}는 음이 아닌 실수이다.
- 임의의 {\displaystyle x\in M} 및 {\displaystyle v\in \mathrm {T} _{x}^{1,0}(M)}에 대하여, {\displaystyle -\mathrm {i} \omega (v,{\bar {v}})\geq 0}이다.
- {\displaystyle \operatorname {Im} h=-\omega }인, 양의 반정부호인 에르미트 형식 {\displaystyle h}가 존재한다.

즉, 양의 (1,1)-미분 형식을 갖춘 복소다양체는 에르미트 다양체와 동치이다.
복소다양체 {\displaystyle M} 위의 해석적 선다발 {\displaystyle L\twoheadrightarrow M}에 대하여, {\displaystyle \nabla ^{0,1}={\bar {\partial }}}인 표준적인 접속이 존재하는데, 이를 천 접속(영어: Chern connection)이라고 한다. 천 접속의 곡률 {\displaystyle F}는 항상
{\displaystyle F\in \Omega ^{1,1}(M)\cap \mathrm {i} \Omega ^{2}(M;\mathbb {R} )}
이며, 천 특성류를 표현한다. 만약 {\displaystyle \mathrm {i} F}가 양의 (1,1)-미분 형식이라면 (즉, 천 특성류가 에르미트 다양체 구조를 정의한다면), {\displaystyle L}을 양의 선다발(영어: positive line bundle)이라고 한다. {\displaystyle F}는 항상 닫힌 미분 형식이므로, 이는 켈러 다양체의 구조를 정의한다.
복소수체 위의 완비 대수다양체 {\displaystyle X\to \operatorname {Spec} \mathbb {C} } 위의 가역층 {\displaystyle {\mathcal {L}}}이 주어졌다고 하자. 그렇다면 그 해석화 {\displaystyle X^{\operatorname {an} }}는 콤팩트 복소다양체를 이루며, {\displaystyle {\mathcal {L}}^{\operatorname {an} }}은 그 위의 해석적 선다발을 이룬다. 이 경우, 다음 두 조건이 서로 동치이다.
- {\displaystyle {\mathcal {L}}}은 풍부한 가역층이다.
- {\displaystyle {\mathcal {L}}^{\operatorname {an} }}은 양의 선다발이다.

## 예

### 아핀 스킴 위의 가역층
뇌터 아핀 스킴 위의 모든 가역층은 풍부한 가역층이다.:154, Example II.7.4.2

### 사영 공간 위의 가역층
체 {\displaystyle K} 위의 사영 공간 {\displaystyle \mathbb {P} _{K}^{n}} 및 정수 {\displaystyle k\in \mathbb {Z} }에 대하여, 가역층
{\displaystyle {\mathcal {O}}_{\mathbb {P} _{K}^{n}}(k)={\mathcal {O}}_{\mathbb {P} _{K}^{n}}(-1)^{\otimes -k}}
을 정의할 수 있다. 여기서 {\displaystyle {\mathcal {O}}(-1)}은 보편 가역층이다. 이 경우, 다음 조건들이 서로 동치이다.:155, Example II.7.6.1
- {\displaystyle {\mathcal {O}}(k)}는 풍부한 가역층이다.
- {\displaystyle {\mathcal {O}}(k)}는 스킴 사상 {\displaystyle \mathbb {P} _{K}^{n}\twoheadrightarrow \operatorname {Spec} K}에 대하여 매우 풍부한 가역층이다.
- {\displaystyle k>0}이다.

### 대수 곡선
대수적으로 닫힌 체 위의 대수 곡선의 경우, 어떤 인자 {\displaystyle D}에 대응하는 가역층이 풍부한 가역층일 필요 충분 조건은 {\displaystyle \deg D>0}인 것이다. 이는 나카이-모이셰존 조건의 특수한 경우이다.
마찬가지로, 종수 {\displaystyle g}의 대수 곡선의 경우, 인자 {\displaystyle D}에 대응하는 가역층이 풍부한 가역층일 필요 충분 조건은
{\displaystyle \deg D\geq 2g+1}
인 것이다.
예를 들어, 사영 직선({\displaystyle g=0})의 경우 모든 선다발은 보편 선다발의 정수차 텐서곱 {\displaystyle {\mathcal {O}}(d)}이다 (버코프-그로텐디크 정리 영어: Birkhoff–Grothendieck theorem). 이 경우 {\displaystyle d\geq 1}인 경우는 매우 풍부한 가역층이며, {\displaystyle d\leq 0}인 경우는 풍부한 가역층이 아니다. 예를 들어, 사영 직선 {\displaystyle \mathbb {P} ^{1}} 위의 가역층 {\displaystyle {\mathcal {O}}(2)}을 생각하자. {\displaystyle \mathbb {P} ^{1}}의 동차 좌표계 {\displaystyle [s:t]}에 대하여, 그 단면의 공간은
{\displaystyle \Gamma (\mathbb {P} ^{1};{\mathcal {O}}(2))=Ks^{2}\oplus Kst\oplus Kt^{2}}
이다. 즉, 사상
{\displaystyle [s:t]\to [s^{2}:st:t^{2}]}
는 매장 {\displaystyle \mathbb {P} ^{1}\hookrightarrow \mathbb {P} ^{2}}을 정의하며, 그 상은 대수 곡선
{\displaystyle \operatorname {Proj} {\frac {K[x,y,z]}{xz-y^{2}}}}
이다.
사영 직선의 경우와 달리, 종수가 1 이상일 경우, 풍부한 가역층이지만 매우 풍부한 가역층이 아닌 가역층이 존재한다.

### 대수 곡면
나카이-모이셰존 조건에 따라서, 대수 곡면의 경우 풍부한 인자 {\displaystyle D}는 다음 두 조건을 만족시키는 인자이다.
- {\displaystyle D}의 자기 교차수 {\displaystyle D.D>0}
- {\displaystyle X} 위의 임의의 (기약) 대수 곡선 {\displaystyle C\subset X}에 대하여 {\displaystyle D.C>0}

자기 교차수가 양수라는 조건은 생략할 수 없다. 나가타 마사요시는 임의의 기약 곡선에 대한 교차수가 양수이지만, 자기 교차수가 양수가 아닌 인자를 제시하였다.

## 역사
나카이-모이셰존 조건은 나카이 요시카즈(일본어: 中井 喜和)와 보리스 게르셰비치 모이셰존(러시아어: Бори́с Ге́ршевич Мойшезо́н) 이 1963년~1964년에 독자적으로 도입하였다.
클라이먼 조건은 스티븐 로런스 클라이먼(영어: Steven Lawrence Kleiman)이 1966년에 도입하였다.

## 같이 보기
- 파노 다양체
- 렙셰츠 초평면 정리
- 소멸 정리